# Nhảy dù

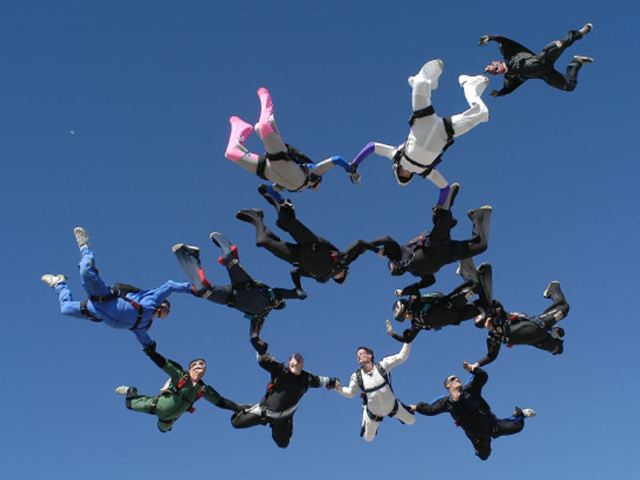
Nhảy dù nhóm 12 người

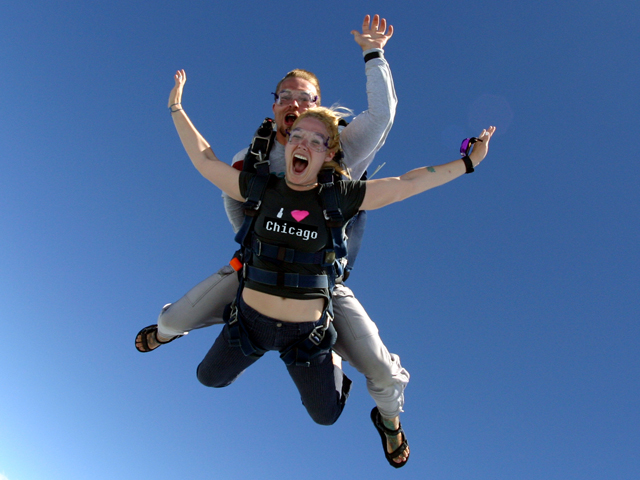
Nhảy dù cặp

Nhảy dù là môn thể thao hành động bao gồm nhảy ra khỏi một chiếc máy bay hay dụng cụ bay khác ở trên không trung và rơi trở về Trái Đất với sự trợ giúp của lực hấp dẫn trong khi sử dụng một chiếc dù nhảy để làm chậm sự chuyển động của một đối tượng thông qua một bầu không khí bằng cách tạo ra kéo, hoặc trong trường hợp ram-dù không khí, nâng khí động học. Quá trình nhảy dù bắt đầu bằng trạng thái rơi tự do trong một thời gian nhất định sau khi rời khỏi máy bay hoặc khí cầu, tốc độ rơi tăng dần đều và người nhảy dù bung dù ra ở một độ cao nhất định so với mặt đất.
Lịch sử của nhảy dù bắt đầu với Andre-Jacques Garnerin đã nhảy dù thành công từ một khinh khí cầu (giỏ khí cầu) năm 1797. Ghi chép ban đầu về nhảy dù sau khi thoát khỏi giỏ khí cầu đã diễn ra tại San Francisco vào năm 1887. Quân đội phát triển công nghệ nhảy dù là một cách để cứu mạng phi công trong các trường hợp khẩn cấp trên khí cầu và máy bay đang bay, sau đó như một cách huy động binh lính đến chiến trường. Nhảy dù thi đấu bắt đầu thập niên 1930, và nó đã trở thành một môn thể thao quốc tế trong năm 1952.
Một trung tâm nhảy dù có thể là một trung tâm hoạt động thương mại hoặc một câu lạc bộ, thường hoạt động ở sân bay, và cung cấp một hoặc nhiều máy bay chở các nhóm vận động viên nhảy dù và thu phí. Người nhảy dù đi lẻ có thể đáp một máy bay hạng nhẹ như một chiếc Cessna C-172, Cessna C-182. Trong các nhảy dù tấp nập, người ta có thể sử dụng máy bay lớn hơn như Cessna Caravan 208, de Havilland Canada DHC-6 Twin Otter, Airvan hoặc Short Skyvan.
Một hoạt động nhảy dù điển hình bao gồm vận động viên nhảy dù nhảy ra khỏi một chiếc máy bay (thường là một máy bay cánh quạt, nhưng đôi khi một máy bay trực thăng hoặc thậm chí từ giỏ khí cầu của một khí cầu), ở bất cứ nơi nào từ độ cao 1.000 đến 4.000 mét (3.000 đến 13.000 foot). Nếu nhảy từ một độ cao thấp, dù được bung ra sau thời gian rất ngắn khi rời khỏi máy bay, tuy nhiên, ở độ cao cao hơn, thời gian rơi tự do có thể dài hơn (khoảng một phút) trước khi bung dù để làm chậm tốc độ hạ cánh xuống an toàn (khoảng 5 đến 7 phút). Khi dù được bung ra (thường dù được bung hoàn toàn ở độ cao trước 800 mét) vận động viên nhảy dù.